# Сулейманов, Аллахверди Ахад оглы
Аллахверди Ахад оглы Сулейманов (азерб. Allahverdi Əhəd oğlu Süleymanov; род. 1933, Лачинский район) — советский азербайджанский металлург. Полный кавалер ордена Трудовой Славы (1986), лауреат Государственной премии Азербайджанской ССР. Заслуженный металлург Азербайджанской ССР.

## Биография
Родился в 1933 году в Лачинском районе Азербайджанской ССР.
В 1952—1959 годах — киномеханик Дома культуры Лачинского района при райотделе культуры.
С 1959 года — подручный сталевара, первый подручный сталевара, сталевар печного пролёта мартеновского цеха Азербайджанского трубопрокатного завода им. В. И. Ленина (город Сумгаит).
Проявил себя на работе высококвалифицированным металлургом, умелым знатоком своей профессии и целеустремленным рабочим. Ему поручались наиболее ответственные задания, например, по выплавке металла для производства буровых труб.
Сталевар начал достигать высоких результатов еще во время выполнения семилетнего плана по выплавке стали в 1962 году, став регулярно давать сталь сверх плана. По итогам VIII пятилетки он был награжден орденом «Знак Почёта». 
Не сбавил оборотов Сулейманов и в годы IX пятилетки: в 1972 году коллектив трубопрокатного завода имени Ленина выполнил годовое обязательство, дав сверх плана 5 тысяч трубной заготовки. В этом непременно участвовал Аллахверди Сулейманов, имея на своем счету сотни тонн дополнительной стали. По итогам этой пятилетки 21 апреля 1975 года сталевар был удостоен ордена Трудовой Славы III степени. 
В годы десятой пятилетки Сулейманов добивался все больших результатов. В 1979 году Аллахверди Сулейманов совершил 215 плавок скоростным методом. За 6 месяцев 1980 года 55 плавок из 117 было выплавлено скоростным методом. Сверх плана было выплавлено 115 тонн. По итогам этой пятилетки 3 октября 1980 года награжден орденом Трудовой Славы II степени. 
В годы одиннадцатой пятилетки сталевар регулярно побеждал в социалистическом соревновании, давал сотни тонн стали сверх плана, за что Указом Президиума Верховного Совета СССР от 19 апреля 1986 года Сулейманов Аллахверди Ахад оглы награждён Орденом Трудовой Славы I степени.
Активно участвовал в общественной жизни Азербайджана. 
Член КПСС с 1968 года. Делегат XXV и XXVI съездов КПСС, XXX съезда Коммунистической партии Азербайджана, где был избран членом ЦК. 
Депутат Верховного Совета Азербайджанской ССР 9 и 10 созывов. В обоих созывах избран членом Президиума. Избирался членом бюро Сумгаитского горкома партии и депутатом Сумгаитского городского Совета народных депутатов.